# Cornol
Cornol is een gemeente en plaats in het Zwitserse kanton Jura, en maakt deel uit van het district Porrentruy.
Cornol telt 857 inwoners.